# Bieniec (województwo łódzkie)
Bieniec – wieś w Polsce, położona w województwie łódzkim, w powiecie wieluńskim, w gminie Pątnów.
W latach 1975–1998 miejscowość administracyjnie należała do województwa sieradzkiego.

## Integralne części wsi
| SIMC    | Nazwa        | Rodzaj    |
| ------- | ------------ | --------- |
| 0709247 | Duży Bieniec | część wsi |
| 0709253 | Mały Bieniec | część wsi |
| 0709260 | Syberia      | część wsi |

## Historia
Miejscowość ma metrykę średniowieczną i istnieje co najmniej od XV wieku. Wymieniona w latach 1444–1458 w łacińskich dokumentach jako Benecz, Byrnyecz, Byenyecz .
Miejscowość została odnotowana w historycznych dokumentach własnościowych, podatkowych i prawnych. W 1486 król Kazimierz IV Jagiellończyk wydał Jakubowi Starzechowskiemu pozwolenie na wykupienie miejscowości od Wiktora z Mierzyc. W 1489 król potwierdził mu 200 grzywien zapisanych na wsi przez poprzednika Władysława Warneńczyka. W 1525 od Starzechowskich wykupił ją Kroczewski z Konopnicy. Od 1552 miejscowość pozostawała w dożywotniej dzierżawie Konopnickich .
Wieś królewska (tenuta) w powiecie wieluńskim województwa sieradzkiego w końcu XVI wieku w Rzeczypospolitej Obojga Narodów. 